# 洛克斐勒博物館

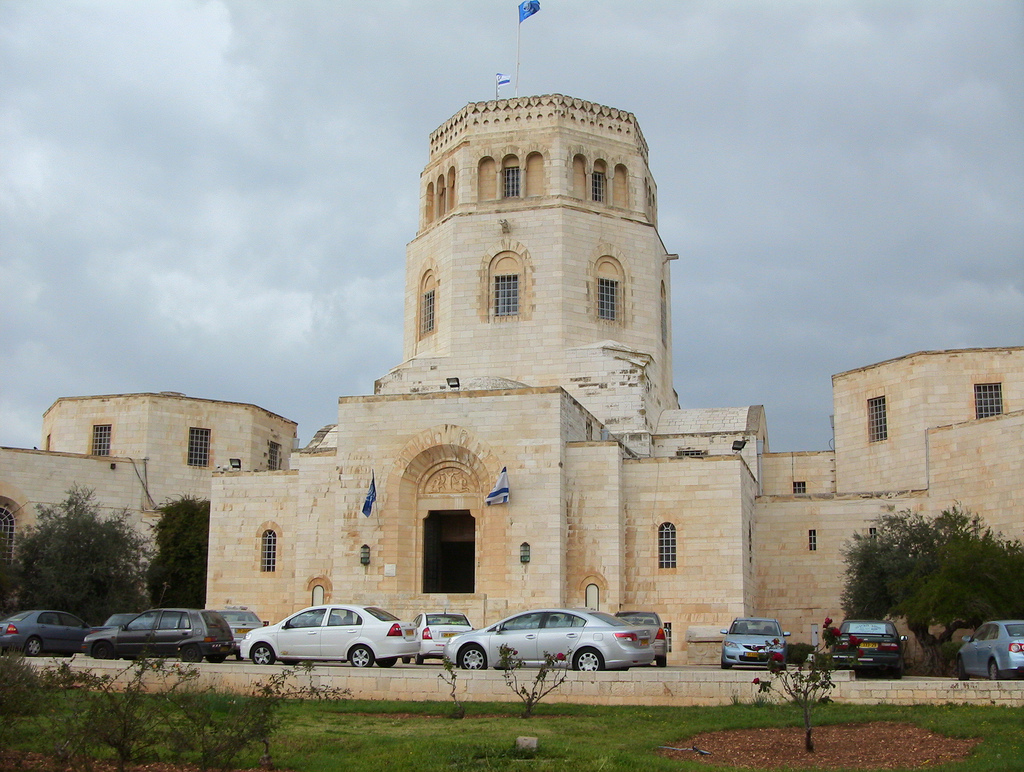
位在耶路撒冷的洛克斐勒博物館

洛克斐勒博物館（希伯來語：‎）原為巴勒斯坦考古博物館，是一間位在以色列耶路撒冷的考古博物館，收藏了大量在鄂圖曼巴勒斯坦從19世紀晚期開始受管理的遺跡出土的文物。
該館是在以色列博物館的管理之下，而以色列文物局的總部也在這裡。

## 沿革

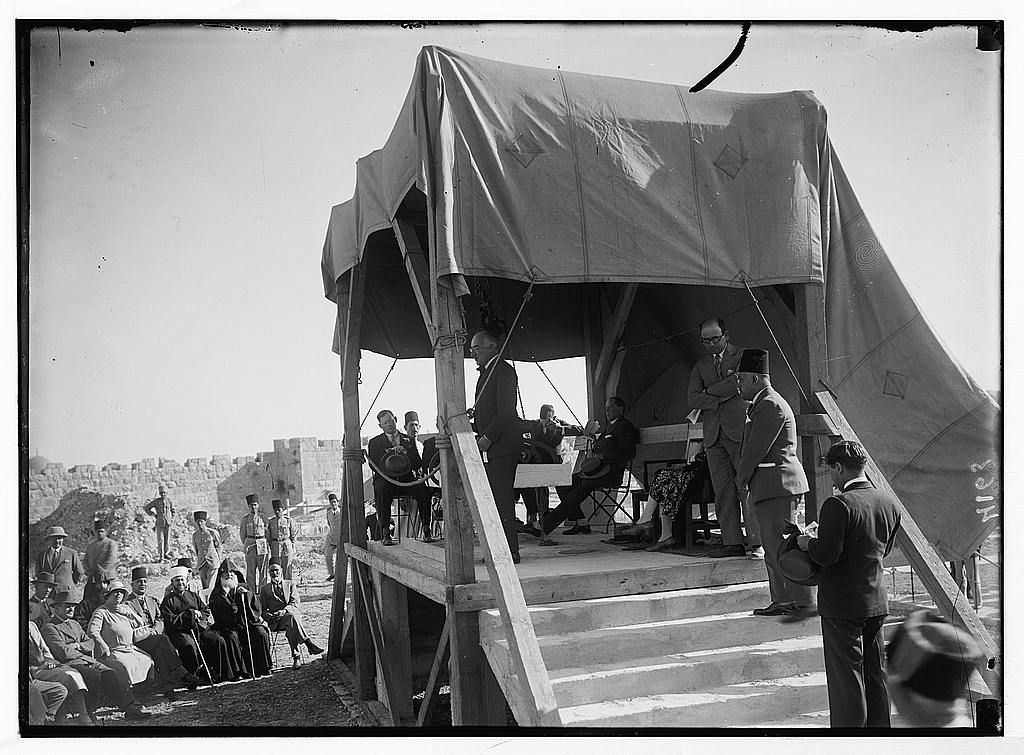
洛克斐勒博物館正打下地基

在英屬託管時期的1925年，身為芝加哥大學東方研究所的創辦人與主管的詹姆斯·亨利·布雷斯特德造訪巴勒斯坦，發現耶路撒冷缺少一個合適的考古博物博物館來收藏當地重要的考古發現。
在英國高級專員普盧默閣下的鼓勵下，布雷斯特德與美國慈善家小約翰·戴維森·洛克斐勒取得連繫，而後勒克斐勒同意捐助在當時是驚人天價的200萬美元。在這之前，洛克斐勒曾想在埃及開羅建立考古博物館但卻遭到拒絕，這可能是因為英國政府不希望美國在當地建立據點而施加壓力的關係。
而在他宣布捐款後不久，便選定在耶路撒冷舊城城牆東北角外的一座名為「凯雷姆·艾爾－谢赫」（Kerem el-Sheik）的山丘上施工。該館由託管地公共工程部門的首席建築師奧斯汀·哈里森所設計，為這棟結合東西方建築元素的白色石灰石建築繪製了藍圖。這棟新博物館在1930年6月19日打下地基，然而在1938年1月13日才對大眾開放。該館的官方名稱是「巴勒斯坦考古博物館」，但從一開始它就以「洛克斐勒博物館」之名為人所知。
該館直到1966年為止都是由國際理事會來營運，後來約旦國王胡笙一世將該館國有化。不久之後，由於第三次中東戰爭的爆發使得該館的控制權落入以色列手中，該館遭到以色列士兵佔領，而六角形高塔也被拿來當作監視哨。以色列與約旦軍隊之間在這裡發生的激烈戰鬥最後以以色列的勝利告終，結束了約旦對東耶路撒冷的佔領。
自從1967年以來，該館便由以色列博物館與以色列文物與博物館部（之後改稱以色列文物局）共同管理。
在該館的庭院之中有顆以色列最古老的一批松樹之一的松樹。而根據阿拉伯的傳說，以斯拉就是坐在這棵松樹旁為以色列寫下了摩西五經。

## 收藏品
該館首任館長是約翰·H·艾利夫（John H. Iliffe），他將文物依年代先後從200萬年前排到1700年。而在該館被認為最有價值的館產之中有來自阿克薩清真寺的8世紀木鑲板與聖墓教堂12世紀（十字軍時期）的大理石楣石。該館館藏是奠基在當地早期（1890－1948年）考古遺跡的發現，展示著在耶路撒冷、米吉多、亞實基倫、拉吉城、撒馬利亞與杰里科的出土文物。
有一部分於1947年到1956年之間在昆蘭發現之由猶太文書與評論組成的死海古卷在出土後不久，便被以色列給買下。其他部分則被收藏在洛克斐勒博物館裡，直到被以色列在後來的1967年戰爭中洗劫為止，之後古卷被收藏到了聖書之龕裡。

## 延伸閱讀
- Memoirs, David Rockefeller, New York: Random House, 2002.

## 外部連結
- Rockefeller Archaeological Museum at The Israel Museum, Jerusalem
- Rockefeller Archaeological Museum at ilMuseums.com

31°47′1″N 35°14′3″E / 31.78361°N 35.23417°E